# 740년대
740년대는 740년부터 749년까지를 가리킨다.